# Бадлак
Бадлак (пол. Badłak) — українське прізвище лемківського походження. Носії цього прізвища походять з села Явір'я (всього одна родина). У 1947 році, багато українців, що мають прізвище Бадлак, були виселені з Лемківщини і тепер мешкають на Луганщині, зокрема у селі Переможному, Луганську, одна родина у Сєвєродонецьку. Всі вони мають певни ступінь споріднення.